# Лоренц Гайстер
Лоренц Гайстер (нім. Lorenz Heister, 19 вересня 1683 — 18 квітня 1758) — німецький ботанік, професор ботаніки, анатом, лікар, хірург, доктор медицини, професор теоретичної медицини, професор анатомії та хірургії, засновник німецької хірургії.

## Біографія
Лоренц Гайстер народився у місті Франкфурт-на-Майні 19 вересня 1683 року.
Він здобув освіту у Франкфуртській гімназії, а також отримав додаткові приватні уроки на французькій та італійській мові.
З 1702 до 1703 року Гайстер навчався у Гіссенському університеті. 31 травня 1708 року він отримав ступінь доктора медицини в університеті Гардервейка. У липні 1709 року Гайстер приєднався до голландської армії як польовий хірург під час облоги Турне.
Наприкінці 1709 Лоренц Гайстер приїхав у Амстердам, але 11 листопада 1711 року він був призначений професором анатомії і хірургії Альтдорфського університету біля Нюрнберга. У 1720 році Лоренц Гайстер був призначений професором анатомії та хірургії в комуні Гельмштадт. У 1730 році Гайстер був професором теоретичної медицини та ботаніки у Гельмштадті. Він залишився у комуні Гельмштадт до кінця життя. Його ботанічний сад у Гельмштадті став одним із найгарніших у Німеччині. Лоренц Гайстер вів листування з видатним шведським вченим Карлом Ліннеєм. Його листування з Карлом Ліннеєм тривало з 31 березня 1736 року до 30 квітня 1742 року.

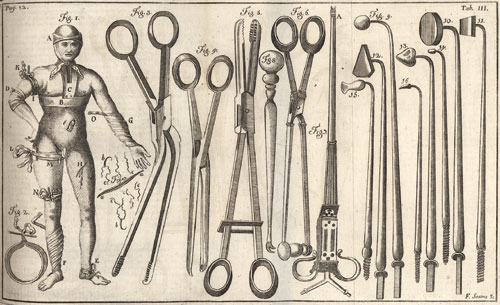
Хірургічні інструменти у публікації Гайстера «Institutiones chirurgicae».

Гайстер навчив значну кількість хірургів та інших лікарів в Альтдорфському університеті та у Гельмштадті. Його книги по анатомії, медицині та хірургії були домінуючими для декількох поколінь та служили для навчання тисяч хірургів та інших лікарів по всій Західній Європі. У бібліотеці Гайстера було більш як 12000 томів, а його гербарій зберігся у 90 томах. Лоренц Гайстер також мав не менш ніж 470 хірургічних інструментів, більшість з яких були зроблені зі срібла.
Лоренц Гайстер помер 18 квітня 1758 року у селі Борнум-ам-Ельм біля міста Кенігслуттер-ам-Ельм, Нижня Саксонія.

## Наукова діяльність
Лоренц Гайстер спеціалізувався на насіннєвих рослинах.

## Наукові праці
- Heister, Lorenz. 1727. Compendium anatomicum. Sumtibus Iod. Guil. Kohlesii Acad. typogr. et Georg Christoph VVeberi Bibliop. Norimb. A[10].
- Laurentii Heisteri Systema plantarum …. 1748.
- Descriptio novi generis plantae rarissimae …. 1753.

## Почесті
Карл Лінней назвав на його честь рід рослин Heisteria родини Polygalaceae.